# Benoît-Constant Coquelin

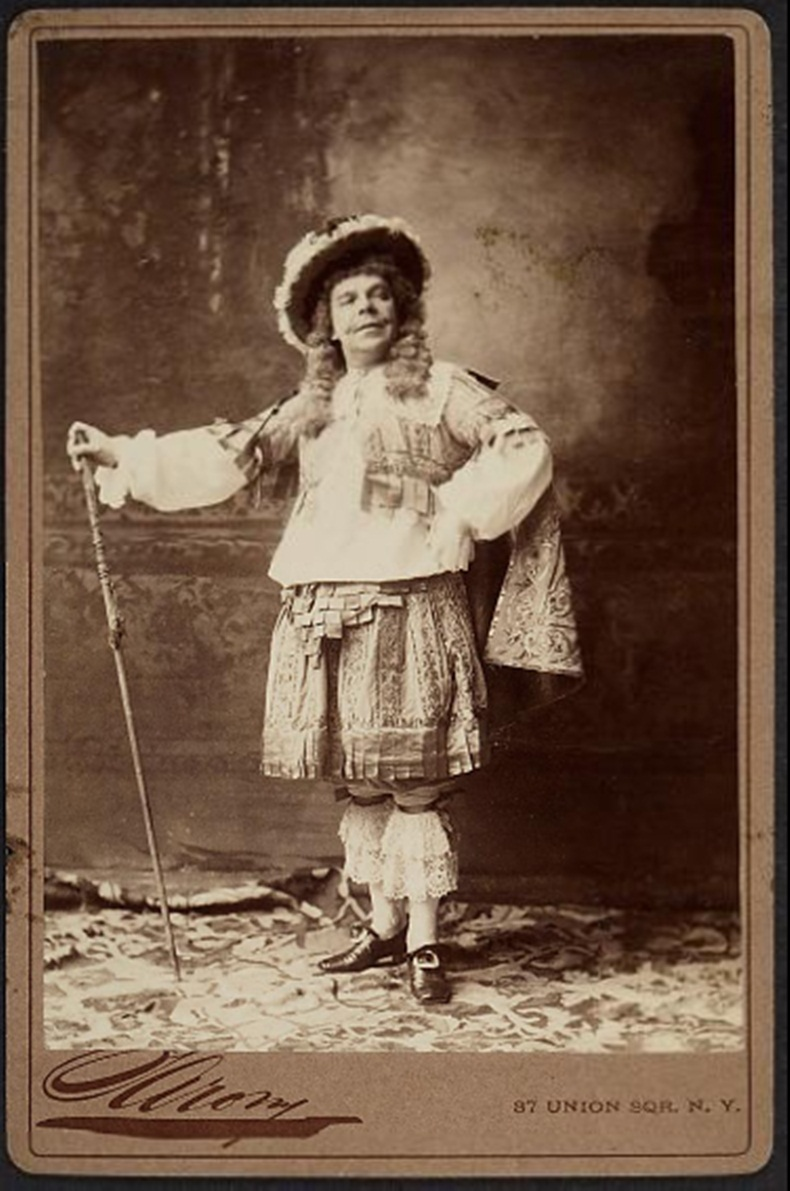
Benoît Constant Coquelin.

Benoît-Constant Coquelin, kallad Coquelin aîné, född 23 januari 1841 i Boulogne-sur-Mer, död 27 januari 1909, var en fransk skådespelare. Han var far till skådespelaren Jean Coquelin och bror till skådespelaren Ernest Coquelin.
Coquelin genomgick som elev till Henri de Régnier konservatioriet i Paris. Han debuterade med stor framgång som Gros-René i Molières Le dépit amoureux 1860 på Théâtre français och var anställd där fram till 1886, och åter 1890-92, från 1864 som societär. Coquelin företog från 1880 med eget sällskap upprepade europeiska turnéer. 1887-89, 1892-94 och 1903-04 spelade han i USA, och 1881, 1889 och 1892 besökte han Sverige. Från 1895 var han ställd vid Théâtre de la renaissance under Sarah Bernhardts ledning och ledde 1897-1903 Théâtre de la Porte-Saint-Martin. 
Bland hans roller märks Mascarille i Les fourberies de Scapin, Tartuffe, Argan i Den inbillade sjuke, Figaro i Figaros bröllop, don Cæsar i Ruy Blas, Don Cæsar de Bazano, Destournelles i Mlle de la Seiglière, Annibal i L'aventurière, Poirier i Le gendre de M. Poirier, Jean Dacier, Gringoire, Robespierre, Fritz i L'ami Fritz, Brichanteau i Le parisien, Duval i Les surprises du divorce, Petruchio i Så tuktas en argbigga, samt titelrollen i Cyrano de Bergerac.
Coquelin var en utpräglat intellektuell skådespelare med högt utvecklad stilkänsla. Han författade L'art et le comédien (1880), Les comédiens par un comédien (1882) och tillsammans med brodern Ernest L'art de dire le monologue (1884).